# The Mark II Purple Singles
The Mark II Purple Singles è una compilation del gruppo rock britannico Deep Purple, pubblicato nel 1979.

## Tracce
Lato 1
1. Smoke on the Water - 5:12 (live version from Made in Japan, edited)
2. Black Night - 4:56 (live version recorded in Japan 1972)
3. Child in Time - 9:52 (live version from Made in Japan, edited)

Lato 2
1. Woman from Tokyo - 4:28 (A-side from Who Do We Think We Are, edited)
2. Never Before - 3:30 (A-side from Machine Head, edited)
3. When a Blind Man Cries - 3:29 (B-side from the Machine Head sessions)
4. Painted Horse - 5:18 (outtake from the Who Do We Think We Are sessions)

## Formazione
- Ian Gillan - voce, armonica
- Ritchie Blackmore - chitarra
- Jon Lord - tastiera, organo
- Roger Glover - basso
- Ian Paice - batteria